# Рудольф Штарк
Рудольф Штарк (нім. Rudolf Stark; 11 лютого 1897, Нойбург-ан-дер-Донау — 1982) — німецький льотчик-ас, лейтенант Баварської армії.

## Біографія
Учасник Першої світової війни, служив у 2-му баварському уланському полку. Після переведення в авіацію 15 листопада 1917 року був призначений у баварський 296-й льотний дивізіон, але подав прохання про переведення на винищувачі. Після завершення навчання в 2-му училищі винищувальної авіації 18 січня 1918 року Штарка направили в 34-ту винищувальну ескадрилью, де він здобув 6 перемог. Fokker Dr.I Штарка ніс фіолетову смугу навколо фюзеляжу та фіолетовий обтічник двигуна. 24 травня 1918 року переведений в 77-му винищувальну ескадрилью, щоб тимчасово виконувати обов'язки її командира. Додавши ще один збитий літак на свій рахунок перемог, 7 червня 1918 року прийняв командування над 35-ю винищувальною ескадрильєю, де й залишався до кінця війни. 16 вересня 1918 року був легко поранений у бою.
Всього за час бойових дій здобув 11 перемог, ще 5 залишились непідтвердженими.

## Нагороди
- Орден «За військові заслуги» (Баварія) 4-го класу з мечами (29 вересня 1915)
- Залізний хрест
  - 2-го класу (11 червня 1916)
  - 1-го класу